# Avant que l'ombre... (live)
Pour les articles homonymes, voir Avant que l'ombre....
Singles de Mylène Farmer
Slipping Away (Crier la vie)
(2006) Déshabillez-moi (Live)
(2007)
Avant que l'ombre... (Live) est une chanson de Mylène Farmer, sortie en single le 27 novembre 2006 en tant que premier extrait de l’album Live Avant que l'ombre... À Bercy.
Ce titre figure également en version studio sur l'album Avant que l'ombre....
Sur une musique lente aux arrangements symphoniques composée par Laurent Boutonnat, la chanteuse écrit un texte mystique dans lequel elle s'adresse à Jésus et envisage sa propre mort avec une certaine sérénité, la vie lui ayant permis d'aimer.
Réalisé par François Hanss, le clip n'est autre que l'interprétation du titre lors du spectacle Avant que l'ombre… donné à Bercy en janvier 2006, où la chanson faisait office de final.
Le single se classe à la 10e place du Top 50. Le DVD du spectacle deviendra le DVD de concert le plus vendu par un artiste en France.

## Contexte et écriture
En avril 2005, Mylène Farmer sort l'album Avant que l'ombre..., six ans après l'album Innamoramento et plus de trois ans après sa compilation Les Mots.

Sans aucune promotion, l'album se classe directement à la première place des ventes et est certifié disque de platine en deux semaines pour plus de 300 000 ventes. Porté par les singles Fuck Them All, Q.I., Redonne-moi, L'amour n'est rien... et Peut-être toi, qui ont tous atteint le Top 10, Avant que l'ombre... sera certifié double disque de platine en France, mais également en Russie.

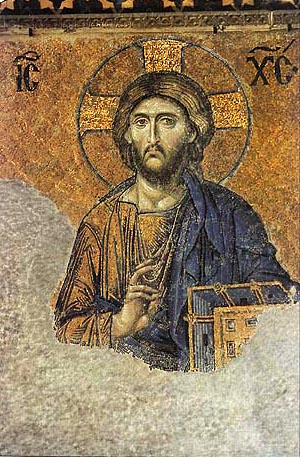
Dans ce texte, Mylène Farmer s'adresse directement à Jésus.

Du 13 au 29 janvier 2006, Mylène Farmer se produit à Bercy durant 13 soirs, tous complets, pour le spectacle Avant que l'ombre…, réunissant 170 000 spectateurs. L’imposante infrastructure du spectacle étant intransportable (un rideau d'eau, une réplique des portes du baptistère Saint-Jean, un caisson de verre, deux scènes – dont une centrale en forme de croix de Malte – reliées par une passerelle amovible...), celui-ci n'a pu être présenté en province.
Alors qu'elle travaille sur le DVD Live de ce concert, la chanteuse fait également la voix de Princesse Sélénia pour le film Arthur et les Minimoys de Luc Besson et connaît un grand succès à l'automne 2006 avec son duo avec Moby, Slipping Away (Crier la vie), qui se classe n°1 des ventes et est certifié disque d'or.
L'album et le DVD Live Avant que l'ombre... À Bercy sont alors annoncés pour le 4 décembre 2006. En guise de premier extrait, Mylène Farmer choisit Avant que l'ombre..., une chanson lente aux arrangements symphoniques composée par Laurent Boutonnat et présente sur l'album du même nom, qui faisait office de final du spectacle.
Dans ce texte très mystique écrit par elle-même, la chanteuse s'adresse directement à Jésus et évoque sa propre mort : malgré sa « peur de la douleur », elle envisage sa mort avec une certaine sérénité, la vie lui ayant permis d'aimer.

## Sortie et accueil critique
Envoyé en radio le 20 octobre 2006, le single sort le 27 novembre 2006 dans une version raccourcie. La pochette présente un montage de photos signées par Claude Gassian montrant à la fois Mylène Farmer en train de chanter le titre, le public, et la scène centrale en forme de croix de Malte, dans des tons rouge.

### Critiques
- « Interprété majestueusement d'une voix frêle, sans effets. » (Le Parisien)[6]
- « Un gimmick tenace. » (Ouest-France)[7]
- « Sans aucun doute le titre le plus mystique de la chanteuse. Côté musique, Boutonnat propose une composition tout bonnement magnifique. »[3]

## Vidéo-clip

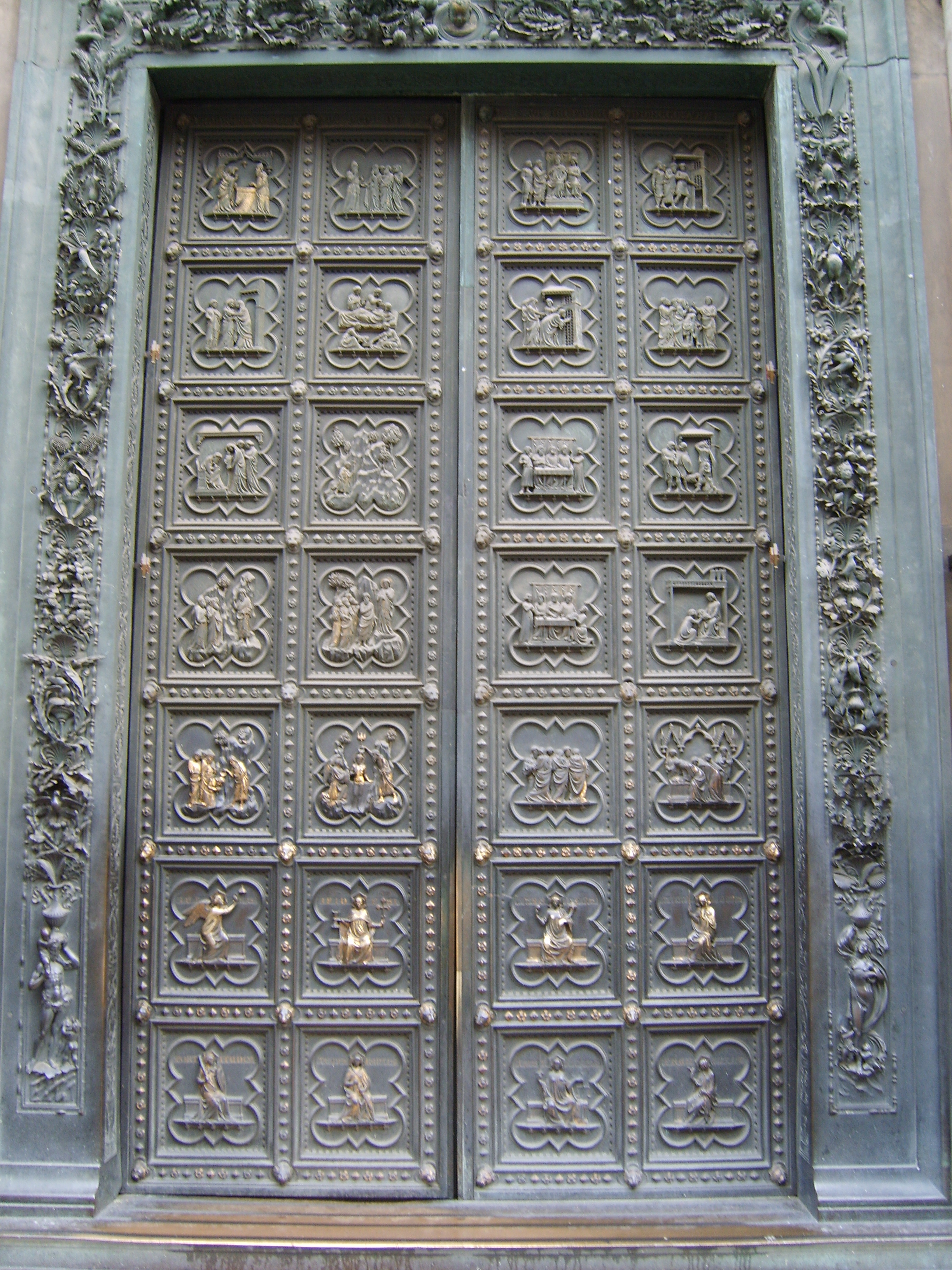
Une réplique des portes du Baptistère Saint-Jean de Florence entoure la scène.

Réalisé par François Hanss, le clip n'est autre que l'interprétation du titre par Mylène Farmer lors du spectacle Avant que l'ombre… donné à Bercy en janvier 2006, où la chanson faisait office de final.

### Synopsis
Dans une longue traîne rouge sertie de perles de Tahiti créée par Franck Sorbier (inspirée par une de ses propres œuvres pour l'opéra La traviata), Mylène Farmer chante le titre sur scène derrière un rideau d'eau.
S'avançant vers le bord de scène, le rideau d'eau s'ouvre pour la laisser passer.
Derrière elle, au moment de chanter la phrase « Mais laisser le passé redevenir le passé », les gouttes d'eau forment alors les lettres « Passé ».
A la fin de la partie chantée, Mylène Farmer repasse à travers le rideau d'eau. Elle se dirige alors vers un grand escalier et fait tomber sa traîne au fur et à mesure qu'elle monte les marches. Arrivée au sommet de l'escalier, quasi-nue, elle se retourne vers le public afin de le saluer une dernière fois. Répliques de celles du Baptistère Saint-Jean de Florence, les portes immenses qui entourent la scène se referment alors.

### Sortie et accueil critique
Le clip est diffusé en télévision à partir du 14 novembre 2006.
Deux versions sont disponibles : une version intégrale et une version tronquée.
- « Un final en apothéose. » (Télé 7 jours)[8]
- « Bluffant. » (Télé Moustique)[9]
- « À couper le souffle. » (Voici)[10]
- « Un final solennel et vertigineux. » (Les Années Laser)[11]
- « Là, Mylène nous a vraiment bluffés. » (Le Soir)[12]

## Promotion
Mylène Farmer n'effectue aucune promotion pour la sortie de ce single.

## Classements hebdomadaires
Dès sa sortie, le titre atteint la 10e place du Top Singles, dans lequel il reste classé durant 21 semaines (dont 8 semaines dans le Top 50).
De par son aspect peu commercial, la chanson sera peu diffusée en radio.
Le DVD du spectacle deviendra le DVD de concert le plus vendu par un artiste en France, avec plus de 500 000 ventes.
| Classement (2006)        | Meilleure position |
| ------------------------ | ------------------ |
| Belgique - Wallonie      | 25                 |
| Europe                   | 38                 |
| France (Ventes)          | 10                 |
| France (Téléchargements) | 42                 |
| Suisse                   | 54                 |

## Liste des supports
| 1. | Avant que l'ombre... (Version Live Edit) | 3:56 |
| 2. | Avant que l'ombre... (Radio Edit)        | 3:53 |

## Crédits
- Paroles : Mylène Farmer
- Musique : Laurent Boutonnat
- Direction musicale et arrangements pour la scène : Yvan Cassar
- Claviers : Yvan Cassar et Eric Chevalier
- Guitares : Perry Gwynedd et Milton Mc Donald
- Basse : Paul Bushnell
- Batterie : Abraham Laboriel Junior
- Percussions : Nicolas Montazaud
- Choristes : Esther Dobonga'Na Essiene et Johanna Manchec
- Enregistrement et mixage : Jérôme Devoise[19]

## Interprétations en concert
La chanson n'a été interprétée en concert que lors du spectacle Avant que l'ombre… en 2006.
Cependant, la partie instrumentale de la fin de la chanson a servi d'interlude lors du Tour 2009, juste après le passage en piano-voix où la chanteuse interprétait Ainsi soit je....

## Albums et vidéos incluant le titre

### Albums de Mylène Farmer
| Année | Album                        | Version                                     | Durée | Certifications de l'album      |
| 2005  | Avant que l'ombre...,        | Version Album Instrumental (réédition 2021) | 5:55  | 2 × Platine · Or · 2 × Platine |
| 2006  | Avant que l'ombre... À Bercy | Live 2006                                   | 7:26  | Or                             |
| 2011  | 2001-2011                    | Version Album                               | 5:55  | 2 × Platine · Or               |
| 2020  | Histoires de                 | Version Album                               | 5:55  | Platine                        |

### Vidéos de Mylène Farmer
| Année | Vidéo                             | Version   | Durée | Certifications de la vidéo |
| 2006  | Avant que l'ombre... À Bercy      | Live 2006 | 7:39  | Diamant                    |
| 2021  | Les clips - L'intégrale 1999-2020 | Live 2006 | 7:39  | -                          |